# Цілинна ділянка (Чернігівський район)
Цілинна ділянка — ботанічний заказник місцевого значення. Об'єкт розташований на території Чернігівського району Запорізької області, східна сторона смт Чернігівка.
Площа — 1 га, статус отриманий 1980 року.
Статус надано з метою збереження місць зростання лікарських рослин. Охороняється цілинна ділянка у водоохоронній зоні річки Токмачка, де зростає чистотіл.